# Francis Ellis
Pour les articles homonymes, voir Ellis.
Francis Ellis était administrateur de la Compagnie britannique des Indes orientales et président (en) du Bengale par intérim du 10 janvier au 12 août 1693.